# The Commitments
För filmen, se The Commitments (film).
The Commitments är en roman, skriven av den irländske författaren Roddy Doyle. Historien handlar om ungdomar som bor i de fattiga delarna av Dublin. 
Det är ett par killar som vill starta ett band. De saknar vissa musiker och sångare i bandet och fixar då en manager.
Efter att ha fått tag på pianist, basist, gitarrist, saxofonist, trummis, trumpetare, sångare (Andrew Strong i filmen) och tre körtjejer startar de soulbandet "The Commitments".
Boken har filmatiserats, även filmen har titeln The Commitments.